# Sigala
Sigala (настоящее имя — Брюс Филдер англ. Bruce Fielder, род. 1 ноября 1993 года в Норфолк, Великобритания) — британский диджей, музыкальный продюсер, композитор. Получил известность благодаря своему дебютному синглу «Easy Love», который появился 4 сентября 2015 года на 71 месте в UK Singles Chart и на следующей неделе поднялся сразу на первую строчку. Его следующий сингл «Sweet Lovin'» достиг 3 места в UK Singles Chart.
Его предпочтения в электронной музыке — Дэвид Гетта, Арман Ван Хелден и Tiësto.

## Карьера
Родился в Норфолке, впервые он попал в музыку в возрасте 8 лет, когда стал заниматься игрой на фортепьяно, которое бросил в 8 классе. Окончил Reepham High School, позднее изучал музыку в Вестминстерском университете, где получил степень бакалавра искусств в коммерческой музыке. В данный момент базируется в Тайляард Студиос в Кингс-Кросс, Лондон.
После окончания университета был участником нескольких малоизвестных групп, позднее сконцентрировался на написании музыки и продюсировании других исполнителей, например, совместно с дуэтом Sigma была записана композиция для Эллы Эйр «Good Times».
Свой дебютный сингл «Easy Love» написал после того как выпил 6 бутылок пива, в плохом настроении из-за того что его попросили сделать 37 микс для популярного исполнителя и уставший, он случайно скачал акапеллу песни «ABC» группы The Jackson 5. В интервью The Official Charts Company он заявил что трек был записан в воскресенье вечером из-за желания создать музыку для самого себя вне границ «что бы песня имела определённый звук или должна быть записана определённым образом». На песню был снят клип в Лос-Анджелесе с участием канадского танцевального дуэта Lucky Aces, 12-летних Лаки и Эйси, которые по сюжету встречаются и бросают вызовы на танцевальную битву различным детским бандам. Режиссёром клипа выступил Крэйг Мур, который объяснил выбор места съёмок, Лос-Анджелес, так как там «пул талантов, такой как нигде в мире» и то что он увидел Лаки и Эйси в Шоу Эллен Дедженерес. 4 сентября 2015 года сингл «Easy Love» был выпущен лейблом «Ministry of Sound» и сразу попал на 71ю строчку UK Singles Chart, спустя неделю композиция заняла первое место, где продержалась 4 недели.
4 декабря 2015 года вышел второй сингл Брюса «Sweet Lovin'», который достиг 3 места в UK Singles Chart.
18 марта 2016 года планируется выход 3го сингла, записанного совместно с DJ Fresh и Имани, «Say You Do», в котором используется семпл из песни Мэрайя Кэри «Always Be My Baby». Также Сигала работает над выходом дебютного альбома.

## Дискография

### Синглы
| "Easy Love"                                                                    | 2015 | 1  | 14 | 10 | 5  | 3  | 50 | 2  | 15 | 8  | 10 | - BPI: Platinum - ARIA: Platinum - BVMI: Gold - FIMI: Gold - RMNZ: Platinum | TBA                    |
| "Sweet Lovin'" (при участии Bryn Christopher)                                  | 2015 | 3  | 11 | 7  | 15 | 6  | —  | 23 | —  | 29 | 31 | - BPI: Platinum - ARIA: Platinum - BVMI: Gold - RMNZ: Gold - FIMI: Gold     | TBA                    |
| "Say You Do" (при участии Imani и DJ Fresh)                                    | 2016 | 5  | —  | —  | —  | 27 | —  | 48 | —  | 76 | —  | - BPI: Silver                                                               | TBA                    |
| "Give Me Your Love" (при участии John Newman и Nile Rodgers)                   | 2016 | 9  | 83 | 50 | 55 | 46 | —  | 64 | —  | —  | —  | - BPI: Silver                                                               | TBA                    |
| "Ain't Giving Up" (совместно Craig David)                                      | 2016 | 23 | —  | —  | —  | 61 | —  | —  | —  | —  | —  |                                                                             | Following My Intuition |
| "—" denotes a single that did not chart or was not released in that territory. |      |    |    |    |    |    |    |    |    |    |    |                                                                             |                        |